# Toltecolus kerrensis
Toltecolus kerrensis är en mångfotingart som först beskrevs av Chamberlin och Stanley B. Mulaik 1941.  Toltecolus kerrensis ingår i släktet Toltecolus och familjen Atopetholidae. Inga underarter finns listade i Catalogue of Life.